# Bainghen
Bainghen és un municipi francès situat al departament del Pas de Calais i a la regió dels Alts de França. L'any 2007 tenia 155 habitants.

## Demografia

### Població
El 2007 la població de fet de Bainghen era de 155 persones. Hi havia 59 famílies de les quals 14 eren unipersonals (14 homes vivint sols), 14 parelles sense fills, 21 parelles amb fills i 10 famílies monoparentals amb fills.
La població ha evolucionat segons el següent gràfic:
Habitants censats

### Habitatges
El 2007 hi havia 61 habitatges, 56 eren l'habitatge principal de la família, 1 era una segona residència i 3 estaven desocupats. Tots els 60 habitatges eren cases. Dels 56 habitatges principals, 50 estaven ocupats pels seus propietaris i 7 estaven llogats i ocupats pels llogaters; 3 tenien dues cambres, 7 en tenien tres, 12 en tenien quatre i 35 en tenien cinc o més. 49 habitatges disposaven pel capbaix d'una plaça de pàrquing. A 16 habitatges hi havia un automòbil i a 38 n'hi havia dos o més.

### Piràmide de població
La piràmide de població per edats i sexe el 2009 era:
| Homes | Edats   | Dones |
| ----- | ------- | ----- |
| 0     | 95 o +  | 0     |
| 0     | 90 a 94 | 4     |
| 0     | 85 a 89 | 0     |
| 0     | 80 a 84 | 0     |
| 0     | 75 a 79 | 0     |
| 0     | 70 a 74 | 8     |
| 4     | 65 a 69 | 8     |
| 0     | 60 a 64 | 0     |
| 4     | 55 a 59 | 0     |
| 8     | 50 a 54 | 4     |
| 4     | 45 a 49 | 8     |
| 4     | 40 a 44 | 4     |
| 4     | 35 a 39 | 4     |
| 0     | 30 a 34 | 0     |
| 20    | 25 a 29 | 8     |
| 4     | 20 a 24 | 0     |
| 8     | 15 a 19 | 4     |
| 0     | 10 a 14 | 4     |
| 4     | 5 a 9   | 4     |
| 0     | 0 a 4   | 0     |

## Economia
El 2007 la població en edat de treballar era de 101 persones, 74 eren actives i 27 eren inactives. De les 74 persones actives 69 estaven ocupades (43 homes i 26 dones) i 5 estaven aturades (3 homes i 2 dones). De les 27 persones inactives 10 estaven jubilades, 7 estaven estudiant i 10 estaven classificades com a «altres inactius».

### Ingressos
El 2009 a Bainghen hi havia 66 unitats fiscals que integraven 186 persones, la mediana anual d'ingressos fiscals per persona era de 15.702,5 €.

### Activitats econòmiques
Dels 5 establiments que hi havia el 2007, 2 eren d'empreses de construcció, 1 d'una empresa de comerç i reparació d'automòbils, 1 d'una empresa immobiliària i 1 d'una empresa de serveis.
Els 2 serveis als particulars que hi havia el 2009 eren electricistes.
L'any 2000 a Bainghen hi havia 4 explotacions agrícoles que ocupaven un total de 224 hectàrees.

## Poblacions més properes
El següent diagrama mostra les poblacions més properes.